# Calathea villosa
Calathea villosa là một loài thực vật có hoa trong họ Marantaceae. Loài này được (Lodd. ex Sweet) Lindl. mô tả khoa học đầu tiên năm 1834.